# Omicron regulum
Omicron regulum är en stekelart som beskrevs av Henri Saussure 1857. Omicron regulum ingår i släktet Omicron och familjen Eumenidae. Utöver nominatformen finns också underarten O. r. cuernavacense.